# NGC 2787
NGC 2787 é uma galáxia lenticular barrada localizada a cerca de vinte e quatro milhões de anos-luz (aproximadamente 7,358 megaparsecs) de distância na direção da constelação de Ursa Maior. Possui aproximadamente quatro mil e quinhentos anos-luz de diâmetro, uma magnitude aparente de 10,9, uma declinação de +69º 12' 11" e uma ascensão reta de 09 horas, 19 minutos e 18,5 segundos.